# Gubernia mińska

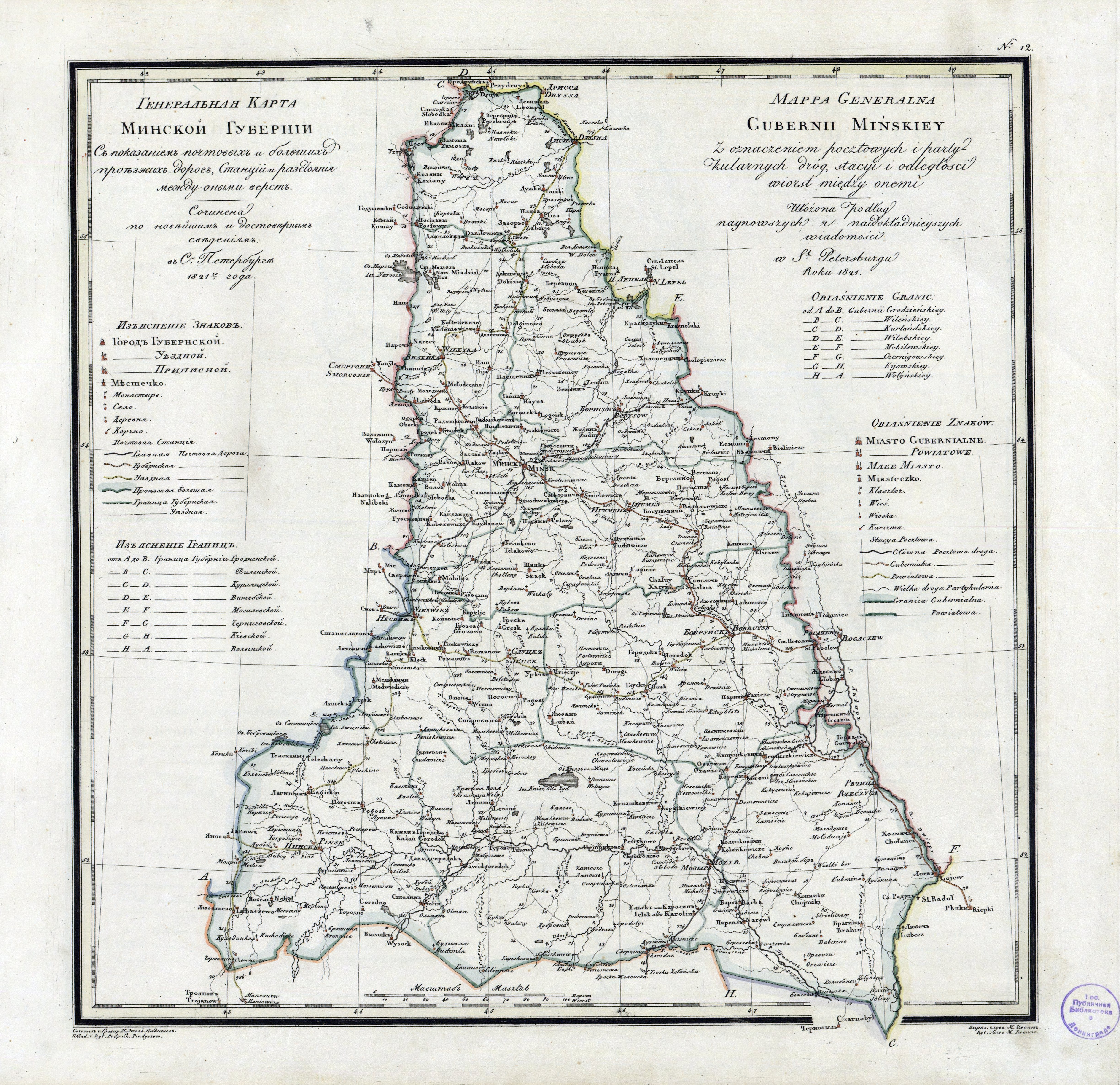
Mappa generalna gubernii mińskiey, Petersburg 1821

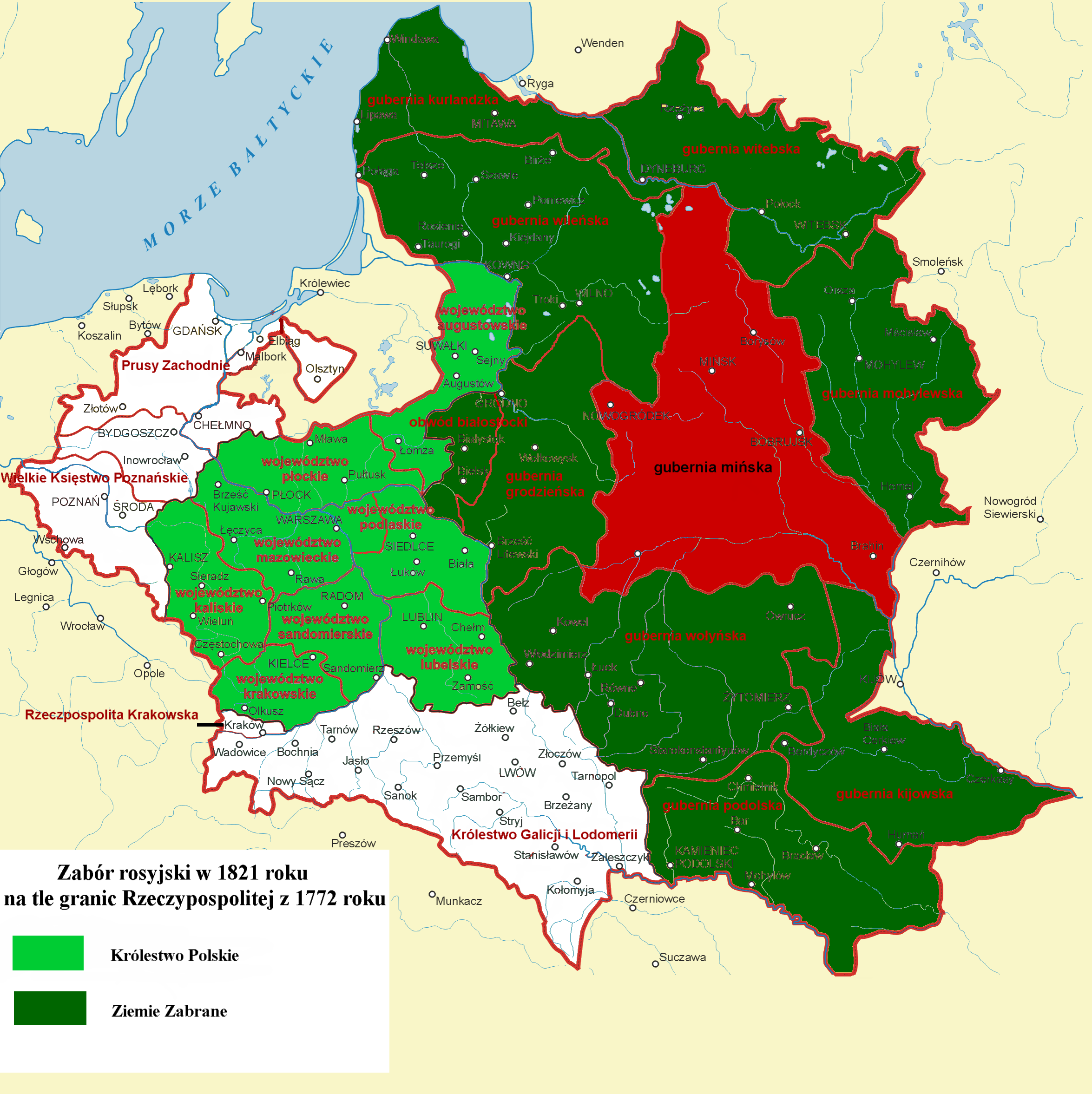
Gubernia mińska 1821 na tle ziem zaboru rosyjskiego

Gubernia mińska (ros. Ми́нская губе́рния, Minskaja gubiernija) – jedna z guberni Imperium Rosyjskiego utworzona na ziemiach zabranych I Rzeczypospolitej po II rozbiorze Polski w 1793. Istniała do 1917.
W 1903 powierzchnia guberni wynosiła 91 213 km², a ludność 2 539 100 mieszkańców.
Od 1819 roku gubernia mińska pozostawała pod naczelnym zarządem administracyjnym wielkiego księcia Konstantego.

## Administracja i samorząd
W 1885 składała się z następujących powiatów:
- powiat bobrujski
- powiat borysowski
- powiat ihumeński
- powiat mozyrski
- powiat miński
- powiat nowogródzki
- powiat piński
- powiat rzeczycki
- powiat słucki.

Na terenie guberni, podobnie jak na innych terenach ziem zabranych, władze rosyjskie szczególnie długo opóźniały utworzenie samorządu terytorialnego, tzw. ziemstw. Wynikało to z obawy przed zdominowaniem ich przez miejscową ludność nierosyjską, szczególnie Polaków. Podczas gdy w innych częściach Imperium Rosyjskiego ziemstwa tworzone były już w drugiej połowie XIX wieku, w guberni mińskiej ich namiastka powstała dopiero 2 kwietnia 1903 roku. Członkowie ziemstw byli jednak wyznaczani przez administrację carską i mieli skrajnie ograniczone kompetencje. Samorząd w guberni uległ wzmocnieniu 14 marca 1911 roku, gdy ta została objęta ukazem carskim o wprowadzeniu ziemstw z 12 czerwca 1890 roku. Była to jednak jego zmodyfikowana wersja, gwarantująca dominującą pozycję Rosjan.

## Oświata
Według spisu z 1897 roku, w guberni umiejętność czytania i pisania posiadało 24% ludności powyżej 9 roku życia. 23 kwietnia 1913 roku miński gubernator Aleksiej Girs wydał tajne rozporządzenie, zalecające, by dzieci mówiące w języku białoruskim uczyć religii tylko w języku rosyjskim.
W wyniku rewolucji lutowej nastąpiła legalizacja polskiej oświaty na ziemiach zabranych. W roku szkolnym 1917/1918 w guberni mińskiej powstały 243 polskie szkoły, w tym średnie w Kojdanowie i Nieświeżu. Według oficjalnych danych uczyło się w nich 11 199 dzieci, czyli prawie 1/4 wszystkich uczniów na terenie tej guberni. Poza Mińskiem polskie szkolnictwo szczególnie rozwinęło się w powiatach: ihumeńskim, słuckim i borysowskim.

## Demografia

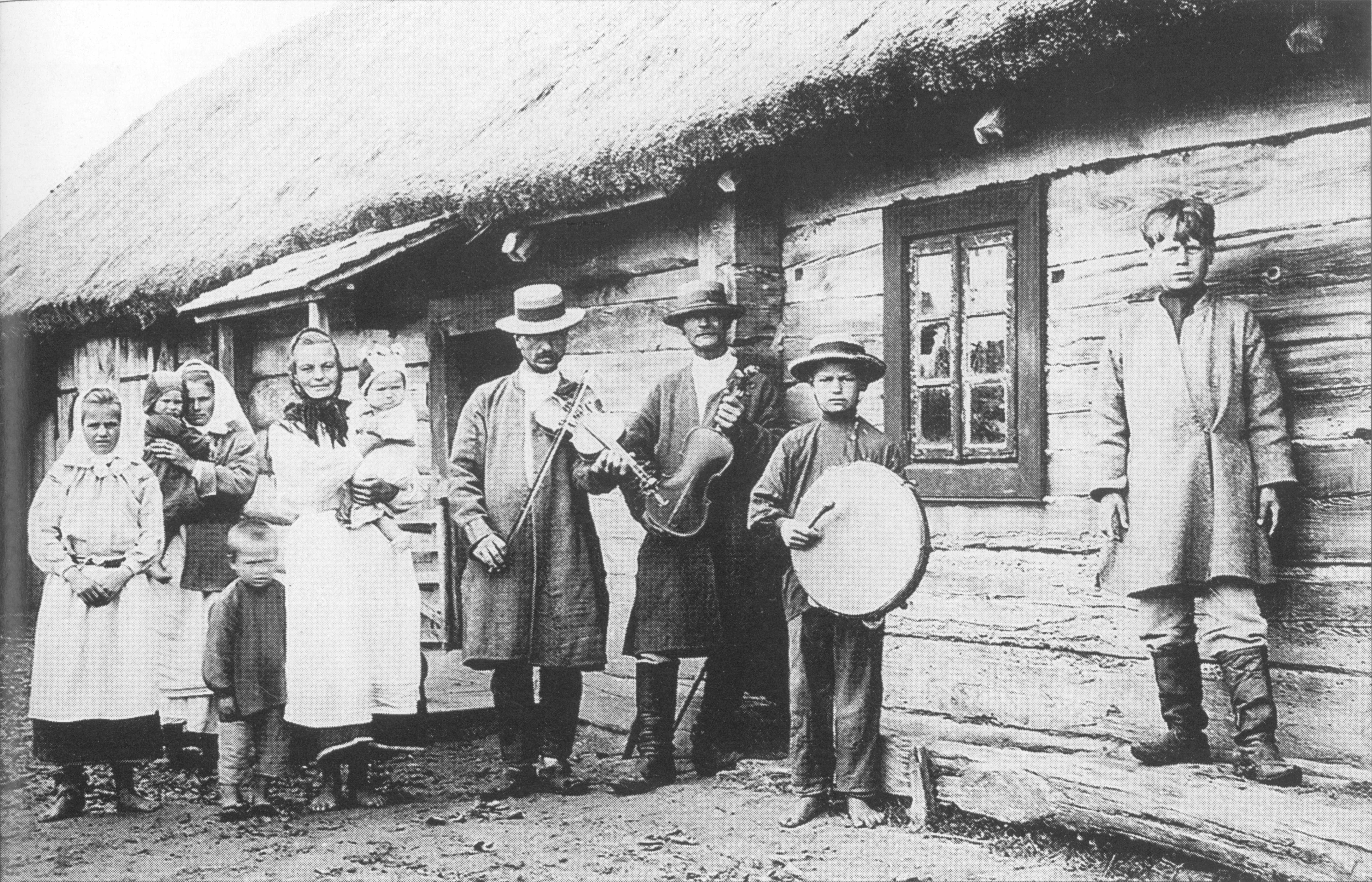
Lachowiccy muzycy, powiat słucki guberni mińskiej, rok 1913

Według rosyjskiego spisu ludnościowego z 1897 roku Gubernie zamieszkiwało 2 147 621 osób, podział etniczny populacji przedstawiał się następująco:
- Rosjanie (w spisie jako Rosjan określano także Ukraińców i Białorusinów) – 1 727 159 (80,4%) w tym:
  - Białorusini 1 633 091 (76%)
- Żydzi – 343 466 (15,9%)
- Polacy – 64 617 (2,9%)
- Inni – 12 379 (0,8%)

Natomiast podział wyznaniowy tejże guberni, na podstawie tegoż samego spisu, wyglądał następująco:
- prawosławni – 1 558 264 (72,5%)
- wyznawcy judaizmu – 345 015 (16%)
- katolicy – 217 959 (10,1%)[8]
- starowiercy – 15 860 (0,73%)
- luteranie – 5552 (0,25%)
- muzułmanie – 4619 (0,21%)
- pozostali – 352 (0,01%)
- łącznie – 2 147 621

## Największe miasta
Lista największych miast na podstawie danych z carskiego spisu powszechnego z 1897 roku, przynależność administracyjna przed rozbiorami Polski oraz przynależność państwowa w międzywojniu i współcześnie:

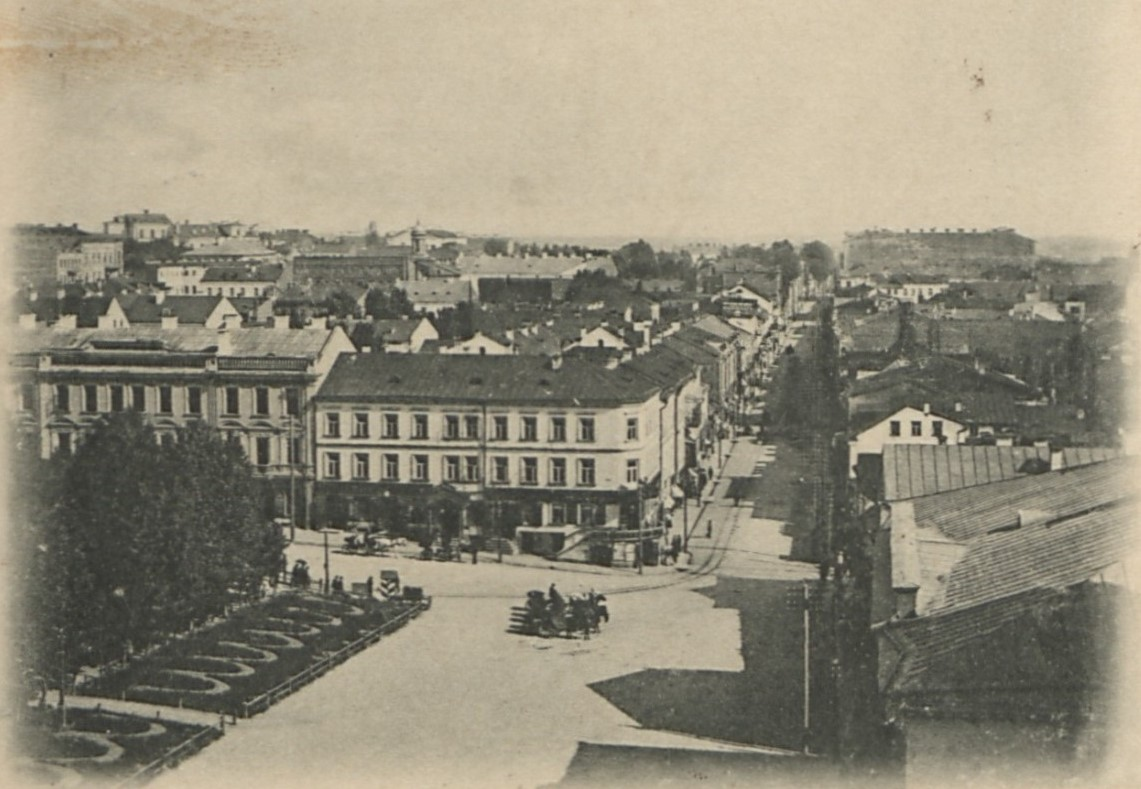
Mińsk, ok. 1903

|     | miasto     | populacja | województwo (1771) | 1930 | 2016     |
| --- | ---------- | --------- | ------------------ | ---- | -------- |
| 1.  | Mińsk      | 90 912    | mińskie            |      | Białoruś |
| 2.  | Bobrujsk   | 34 336    | mińskie            |      | Białoruś |
| 3.  | Pińsk      | 28 368    | brzeskolitewskie   |      | Białoruś |
| 4.  | Borysów    | 15 063    | mińskie            |      | Białoruś |
| 5.  | Słuck      | 14 349    | nowogródzkie       |      | Białoruś |
| 6.  | Rzeczyca   | 9 280     | mińskie            |      | Białoruś |
| 7.  | Nieśwież   | 8 459     | nowogródzkie       |      | Białoruś |
| 8.  | Mozyrz     | 8 076     | mińskie            |      | Białoruś |
| 9.  | Nowogródek | 7 887     | nowogródzkie       |      | Białoruś |
| 10. | Ihumeń     | 4 573     | mińskie            |      | Białoruś |